# Acacia tomentosa
Acacia tomentosa é uma espécie de leguminosa do gênero Acacia, pertencente à família Fabaceae.